# Lock and Dam No. 12
Lock and Dam No. 12 (Schleuse und Staustufe Nr. 12) ist eines von 29 Stauwerken, die die Schifffahrt am oberen Mississippi ermöglichen. Das zwischen 1934 und 1938 vom United States Army Corps of Engineers errichtete kombinierte Bauwerk befindet sich zwischen Bellevue in Iowa und dem Jo Daviess County in Illinois. Im Jahr 2004 wurde das Lock and Dam No. 12 Historic District in das NRHP aufgenommen.

## Staustufe
Zur Staustufe gehören ein Steindamm auf der Illinois-Seite und ein 258,8 m langer regelbaren Teil, der aus einem siebenteiligen Segmentwehr und drei Stauwalzen besteht.
Die Stauhöhe beträgt neun Fuß (2,70 m). Der Zweck des Wehres ist nicht in erster Linie der Hochwasserschutz, sondern das Aufstauen des Mississippi für die Schifffahrt.

## Schleuse
Die Schleuse ist 182,9 m lang und 33,5 m breit. Daneben befindet sich eine zweite, jedoch nicht fertiggestellte kleinere Schleusenkammer.